# Fernando Mira
Fernando Manuel Mendes Mira (Cartaxo, Portugal, 20 de abril de 1962), o simplemente Fernando Mira, es un exfutbolista y entrenador portugués. 
Ha desarrollado la mayor parte de su carrera como segundo entrenador del Naval 1º Maio, aunque lo ha llegado a dirigir en más de 10 partidos de la Primeira Liga. También ha estado a cargo del equipo en la segunda y tercera división de Portugal.

## Carrera
Mira desarrolló una carrera como jugador en las divisiones de ascenso del fútbol portugués. Desempeñándose como defensa debutó en 1980 con el Ouriquense y se retiró en 1994 con el SC Pombal. También participó con los clubes Cartaxo, Santárem, Estarreja, União Almeirim y Torres Novas.
Comenzó su carrera como segundo entrenador de Manuel Cajuda y Álvaro Magalhães en el Naval 1º Maio de la Segunda División de Portugal. Con ese equipo realizó su debut como entrenador principal durante la temporada 2001-02, en la cual dirigió un total de 13 juegos. Mira obtuvo cuatro triunfos, cuatro empates y cinco derrotas. 
Durante los siguientes años continuó como segundo entrenador, llegando a integrar los cuerpos técnicos de entrenadores como Rogério Gonçalves y Mariano Barreto. En ese lapso de tiempo obtuvo, a través de la Federación Portuguesa de Fútbol, una Licencia UEFA Pro, el máximo grado otorgado a los entrenadores europeos.
En la temporada 2005-06 hizo su debut con los navalistas en la Primera División de Portugal durante un partido contra el Belenenses el 26 de febrero de 2006, cuyo resultado fue una victoria 2-3. En la siguiente temporada dirigió ante Paços de Ferreira (empate 0-0), Sporting de Lisboa (derrota 0-1), Desportivo Aves (derrota 2-0) y Benfica (empate 0-0). En esa ocasión alcanzó a disputar nueve partidos en la élite del fútbol luso: cero triunfos, tres empates y seis derrotas. 
Entre las temporadas 2007-08 y 2014-15 continuó su trabajo dentro del club naval. Asistió a entrenadores como Ulisses Morais, Augusto Inácio, Victor Zvunka, Carlos Mozer, Daniel Ramos y Filó entre otros.
En 2015 retomó la dirección técnica del Naval 1º Maio, en ese entonces en la Tercera División de Portugal, con lo que se convirtió en el único entrenador en la historia del club que lo entrenó en las tres principales categorías del fútbol portugués. Durante su segunda etapa disputó 32 partidos: nueve triunfos, 11 empates y 12 derrotas. 
En 2017 dirigió de forma efímera al Trofense, y en abril de 2021 se incorporó al Vida hondureño.

## Trayectoria

### Como jugador
| Club                 | País     | Año       |
| -------------------- | -------- | --------- |
| E. F. C. Ouriquense  | Portugal | 1980-1981 |
| S. L. Cartaxo        | Portugal | 1981-1982 |
| U. D. Santárem       | Portugal | 1982-1984 |
| C. D. Estarreja      | Portugal | 1984-1985 |
| S. L. Cartaxo        | Portugal | 1985-1988 |
| União F. C. Almeirim | Portugal | 1988-1991 |
| C. D. Torres Novas   | Portugal | 1991-1992 |
| S. C. Pombal         | Portugal | 1992-1994 |

### Como entrenador
| Club                  | País                  | Div.                  | Temporada             | PJ  | G  | E  | P  | GF  | GC  | Dif.  | Puntos | Efect. |
| --------------------- | --------------------- | --------------------- | --------------------- | --- | -- | -- | -- | --- | --- | ----- | ------ | ------ |
| A. Naval 1º Maio      | Portugal              | 2.ª                   | 2001-02               | 13  | 4  | 4  | 5  | 17  | 21  | (-4)  | 16     | 41.03% |
| A. Naval 1º Maio      | Portugal              | 2.ª                   | 2003-04               | 2   | 0  | 0  | 2  | 0   | 3   | (-3)  | 0      | 0%     |
| A. Naval 1º Maio      | Portugal              | 2.ª                   | 2004-05               | 1   | 1  | 0  | 0  | 6   | 1   | (+5)  | 3      | 100%   |
| A. Naval 1º Maio      | Portugal              | 1.ª                   | 2005-06               | 1   | 1  | 0  | 0  | 3   | 2   | (+1)  | 3      | 100%   |
| A. Naval 1º Maio      | Portugal              | 1.ª                   | 2006-07               | 9   | 0  | 3  | 6  | 5   | 15  | (-10) | 3      | 11.11% |
| A. Naval 1º Maio      | Portugal              | 1.ª                   | 2007-08               | 2   | 0  | 0  | 2  | 1   | 6   | (-5)  | 0      | 0%     |
| A. Naval 1º Maio      | Portugal              | 1.ª                   | 2009-10               | 1   | 0  | 0  | 1  | 3   | 3   | (0)   | 0      | 0%     |
| A. Naval 1º Maio      | Portugal              | 1.ª                   | 2010-11               | 2   | 0  | 0  | 2  | 1   | 4   | (-3)  | 0      | 0%     |
| A. Naval 1º Maio      | Portugal              | 3.ª                   | 2015-16               | 32  | 9  | 11 | 12 | 34  | 39  | (-5)  | 38     | 39.58% |
| C. D. Trofense        | Portugal              | 3.ª                   | 2017-18               | 7   | 2  | 1  | 4  | 5   | 9   | (-4)  | 7      | 33.33% |
| C. D. S. Vida         | Honduras              | 1.ª                   | 2020-21               | 5   | 0  | 3  | 2  | 5   | 10  | (-5)  | 3      | 20%    |
| C. D. S. Vida         | Honduras              | 1.ª                   | 2021-22               | 40  | 18 | 11 | 11 | 58  | 49  | (+9)  | 65     | 54.17% |
| C. D. S. Vida         | Honduras              | 1.ª                   | 2022-23               | 6   | 3  | 2  | 1  | 10  | 7   | (+3)  | 11     | 63.64% |
| Total como entrenador | Total como entrenador | Total como entrenador | Total como entrenador | 126 | 41 | 36 | 49 | 148 | 169 | (-21) | 159    | 42.06% |